# Алмейда, Аилтон Жозе
Аи́лтон (порт.-браз. Aílton; полное имя — Аи́лтон Жозе́ Алме́йда, порт.-браз. Aílton José Almeida; 20 августа 1984, Итабира, Бразилия) — бразильский футболист, нападающий.

## Биография
Начал профессиональную карьеру на родине, в команде «Атлетико Минейро». В период с 2003 по 2004 год отдавался в аренды бразильским командам «Тупи» и «Коринтианс» (Масейо). В 2004 году пополнил состав шведского клуба «Эргрюте».
1 января 2007 года Аилтон стал игроком датского «Копенгагена», который заплатил за его переход 22 млн датских крон (~3 млн евро). Дебютировал в составе команды 11 марта, в игре чемпионата Дании с «Эсбьергом» (0:0). Первый гол за клуб забил 15 апреля, во время матча с «Оденсе» (4:2).
28 июля 2010 года контракт с Аилтоном заключил кипрский АПОЭЛ, заплативший за трансфер 700 тысяч евро. Его дебют в команде состоялся 5 августа в матче Лиги Европы с чешским «Яблонцем» (3:1), а первый гол за клуб он забил 28 августа в матче Лиги Европы с испанским «Хетафе» (1:1). Европейский сезон 2011/12 футболист начал прекрасно. В квалификационном раунде Лиги чемпионов он отметился четырьмя забитыми мячами, благодаря которым АПОЭЛ вышел в групповой этап Лиги чемпионов. В первом матче группового этапа с питерским «Зенитом» (2:1), Аилтон забил победный гол. Затем бразилец забил в ворота «Порту» по одному мячу в двух матчах. АПОЭЛ стал победителем Группы G, в 1/8 финала прошёл «Лион», а в 1/4 финала по сумме двух матчей уступил мадридскому «Реалу». Всего в этом розыгрыше Лиги чемпионов Аилтон забил семь мячей в 14 матчах.
5 сентября 2012 года было объявлено о переходе игрока в грозненский «Терек». Контракт заключён на три года. По некоторым данным, сумма трансфера составила 2,2 млн евро. В своём дебютном матче в составе «Терека», проходившем 14 сентября, Аилтон забил гол в ворота питерского «Зенита», который в итоге оказался победным.
8 ноября 2014 года оформил свой второй официальный дубль за грозненский «Терек» в игре против питерского «Зенита» в 13-м туре чемпионата России. Встреча завершилась первым поражением «Зенита» в сезоне в рамках чемпионата (1:3), а Аилтон был признан лучшим игроком матча.
В июне 2015 года грозненский «Терек» не стал продлевать контракт с Аилтоном и объявил об уходе игрока из клуба.

## Статистика за «Терек»
| Выступление      | Выступление      | Выступление      | Чемпионат | Чемпионат | Кубки | Кубки | Еврокубки | Еврокубки | Прочие | Прочие | Итого | Итого |
| Клуб             | Лига             | Сезон            | Игры      | Голы      | Игры  | Голы  | Игры      | Голы      | Игры   | Голы   | Игры  | Голы  |
| ---------------- | ---------------- | ---------------- | --------- | --------- | ----- | ----- | --------- | --------- | ------ | ------ | ----- | ----- |
| Терек            | Премьер-лига     | 2012/2013        | 22        | 7         | 3     | 2     | 0         | 0         | 0      | 0      | 25    | 9     |
| Терек            | Премьер-лига     | 2013/2014        | 29        | 8         | 2     | 0     | 0         | 0         | 0      | 0      | 31    | 8     |
| Терек            | Премьер-лига     | 2014/2015        | 30        | 5         | 1     | 0     | 0         | 0         | 0      | 0      | 31    | 5     |
| Терек            | Итого            | Итого            | 81        | 20        | 6     | 2     | 0         | 0         | 0      | 0      | 87    | 22    |
| Всего за карьеру | Всего за карьеру | Всего за карьеру | 81        | 20        | 6     | 2     | 0         | 0         | 0      | 0      | 87    | 22    |

## Достижения

### Командные
Копенгаген
- Чемпион Дании (3): 2006/07, 2008/09, 2009/10
- Обладатель Кубка Дании (1): 2008/09

 АПОЭЛ
- Чемпион Кипра (1): 2010/11
- Обладатель Суперкубка Кипра (1): 2011

 Аль-Хиляль
- Обладатель Суперкубка Саудовской Аравии (1): 2015
- Обладатель Кубка наследного принца Саудовской Аравии (1): 2015/16

### Личные
- Игрок года в Чемпионате Кипра (1): 2010/11